# Distretto di Būqar Zhyrau
Il distretto di Būqar Zhyrau (in kazako: Бұқар жырау ауданы) è un distretto (audan) del Kazakistan con  capoluogo Botaqara.